# Hippopsicon rugosicolle
Hippopsicon rugosicolle là một loài bọ cánh cứng trong họ Cerambycidae.